# Trebisacce
Trebisacce is een gemeente in de Italiaanse provincie Cosenza (regio Calabrië) en telt 9146 inwoners (31-12-2004). De oppervlakte bedraagt 26,6 km², de bevolkingsdichtheid is 347 inwoners per km².

## Demografie
Trebisacce telt ongeveer 3420 huishoudens. Het aantal inwoners steeg in de periode 1991-2001 met 3,3% volgens cijfers uit de tienjaarlijkse volkstellingen van ISTAT.
| Jaar | Inwoneraantal |
| ---- | ------------- |
| 1991 | 8738          |
| 2001 | 9023          |

## Geografie
De gemeente ligt op ongeveer 73 m boven zeeniveau.
Trebisacce grenst aan de volgende gemeenten: Albidona, Plataci, Villapiana, Amendolara.

## Geboren
- Giuseppe Bellusci (21 augustus 1989), voetballer